# Grünberger Allianz
Die Grünberger Allianz, auch Grünberger Bund, Grünberger Union, Grünberger Einung (tschechisch Jednota zelenohorská bzw. Zelenohorská jednota) war ein böhmischer katholischer Adelsbund zum Sturz des utraquistischen Königs Georg von Podiebrad. Er bestand von 1465 bis 1471.

## Geschichte

### Gründung der Allianz
Am 28. November 1465 versammelten sich im Schwarzen Saal der Burg Grünberg auf Initiative von Zdenko von Sternberg 16 einflussreiche böhmische Adelige und verfassten ein Dekret, in dem sie Georg von Podiebrad die Verletzung von Landesrechten und insbesondere eine Bevorzugung des utraquistischen niederen Adels und der Städte vorwarfen. Zu den Unterzeichnern gehörten u. a. Jost II. von Rosenberg, Johann II. von Rosenberg, Johann Zajíc von Hasenburg, Ulrich von Hasenburg, Bohuslav der Jüngere von Schwanberg, Wilhelm I. von Ileburg, Heinrich II. von Plauen, Heinrich III. von Plauen, Diepold von Riesenberg, Jaroslav von Sternberg, Johann von Sternberg, Heinrich von Neuhaus, Burian I. von Guttenstein, Linhart von Guttenstein und Dobrohoscht von Ronsperg. Die Allianz führte erfolglos Verhandlungen mit dem polnischen König Kasimir IV., den sie für die böhmische Königskrone gewinnen wollte.

### Erste Konfrontationen
Papst Paul II., der den König 1464 zum Ketzer erklärt und ihn am 2. August 1465 erfolglos vor das päpstliche Tribunal vorgeladen hatte, exkommunizierte ihn am 23. Dezember 1466, erklärte ihn der Königswürde verlustig und verlangte seine Absetzung. Infolgedessen wurde am 14. April 1467 im Schwarzen Saal von Grünberg ein Beistandsabkommen mit Kaiser Friedrich III. geschlossen. Papst Paul II. berief am 20. April 1467 den Anführer der Allianz, Zdenko von Sternberg, zum Führer der Katholiken im Kreuzzug gegen den ketzerischen König. Am 21. April 1467 erwiderte Georg von Podiebrad die Kriegserklärung der Allianz und befahl wegen Störung des Landesfriedens die Besetzung der Burgen Zdenko von Sternbergs. Die Kämpfe der Allianz gegen Georg von Podiebrad begannen am 23. April 1467.
Nachfolgend schlossen sich auch die Städte Pilsen und Breslau, die Markgrafschaft Lausitz, mehrere mährische Städte und – auf päpstlichen Druck – der Olmützer Bischof Protasius von Boskowitz und Černahora der Allianz an. Vertreter der Allianz versuchten auf dem Nürnberger Reichstag vom 14. Juli 1467 deutsche Reichsfürsten für eine militärische Unterstützung zu gewinnen. Lediglich Ludwig IX. von Bayern entsandte Truppen nach Böhmen, die die Burg Baireck zerstörten und am 22. September 1467 in der Schlacht bei Neuern eine Niederlage erlitten. Johann II. von Rosenberg war nach der Kriegserklärung auf die Seite des Königs gewechselt. Nach Niederlagen gegen die Truppen der Allianz führte er 1468 in Linz Verhandlungen mit Zdenko von Sternberg.

### Allianz mit Matthias Corvinus
Nachdem auch Karl I. von Burgund und Friedrich II. von Brandenburg kein Interesse an der böhmischen Königskrone gezeigt hatten, gelang es der Allianz 1468 schließlich, den ungarischen König Matthias Corvinus dafür zu gewinnen. Er erklärte am 31. März 1468 Böhmen den Krieg und konnte noch im selben Jahre Trebitsch, Olmütz und Brünn sowie weitere Teile Mährens einnehmen. Das ungarische Heer wurde beim Anmarsch auf Kuttenberg am 28. Februar 1469 bei Wilimow durch die königlichen Truppen eingekesselt. Um eine sichere Niederlage im Kampf zu vermeiden, ging Matthias Corvinus bei einem Vieraugengespräch in Úhrov auf ein Angebot seines früheren Schwiegervaters Georg von Podiebrad ein und gelobte die Einstellung der Kampfhandlungen sowie die Übernahme einer Vermittlerrolle zwischen Podiebrad und dem Papst. Nach einem weiteren Treffen mit Podiebrad in Uhelná Příbram zog sich Corvinus mit seinen Truppen aus Böhmen zurück. Die gegebene Zusicherung brach Corvinus wenig später und ließ sich auf Vorschlag der Grünberger Allianz am 9. Mai 1469 in Olmütz zum böhmischen König wählen. Nachfolgend huldigten auch die meisten schlesischen Herzogtümer dem Gegenkönig. Im Juni 1469 verweigerte Georg von Podiebrad die Übergabe der Krone, jedoch verzichtete er auf das Erbrecht der Krone und ließ am 5. Juni 1469 den polnischen Königssohn Vladislav vom Landtag zu seinem Nachfolger wählen. Zu diesem Zeitpunkt beschränkte sich die Macht Georg von Podiebrads auf Böhmen und die Grafschaft Glatz. Die (Neben-)Länder der Böhmischen Krone Schlesien, Mähren und die Lausitz befanden sich größtenteils in den Händen von Matthias Corvinus.
Papst Paul II. erneuerte am 20. August 1469 die Exkommunikation Georg von Podiebrads und bedrohte dessen Anhänger mit dem Interdikt. 1470 versuchte Corvinus erneut, über Kuttenberg und Kolín weiter nach Böhmen vorzudringen, wurde aber wieder zurückgedrängt. Die verlustreichen Kämpfe, die beiden Seiten wenig Vorteil brachten, führten 1471 zu Vorbereitungen für Waffenstillstandsverhandlungen. Diese erledigten sich mit dem plötzlichen Tode Georg von Podiebrads am 22. März 1471.
Hiernach machte Albrecht der Beherzte Ansprüche auf die böhmische Krone geltend und besetzte am 24. April Prag. Am 27. Mai 1471 wurde die Wahl des Katholiken Vladislav II. zum böhmischen König durch den Landtag in Kuttenberg bestätigt, nachdem Herzog Albrecht dort zuvor seine Ansprüche zurückgezogen hatte. Matthias Corvinus gab seine Ansprüche auf die Krone nicht auf und verlangte vom Papst als Abgeltung seiner Mühen im Kampf gegen den Ketzerkönig die Krone. Mit Unterstützung von Teilen der Allianz, des Olmützer Bischofs Protasius von Boskowitz und Černahora sowie der Städte Budweis und Pilsen wurde Corvinus am 28. Mai 1471 in Iglau durch den päpstlichen Legaten Lorenzo Roverella – jedoch ohne Kroninsignien – gekrönt. Die feierliche Krönung Vladislavs II. mit der Wenzelskrone erfolgte am 22. August 1471 in Prag.

### Auflösung der Allianz
Während die Grünberger Allianz in den folgenden Jahren zerfiel, dauerte der Streit um die böhmische Krone bis 1479 fort. Nachdem beide Seiten in Kampfhandlungen keine entscheidenden Erfolge erzielen konnten, wurde der Konflikt nach längeren Verhandlungen im Frieden von Olmütz beigelegt.